# Wattpad

Logo Wattpad w latach 2012–2019

Wattpad – strona internetowa oraz aplikacja mobilna umożliwiająca publikację opowiadań, wierszy, fan fiction i wielu innych gatunków literackich przez nieodkrytych pisarzy o zróżnicowanym warsztacie pisarskim. Użytkownicy mają możliwość komentowania, polubienia i zapisywania opowiadań w osobistych bibliotekach. Strona internetowa Wattpad powstała w listopadzie 2006. Zdaniem autorów amerykańskiego magazynu branżowego „Publishers Weekly”, jej powstanie zrewolucjonizowało publikowanie opowiadań w sieci. Serwis był notowany w rankingu Alexa na miejscu 601.
Twórcami platformy są Allen Lau i Ivan Yuen.
Około połowa użytkowników pochodzi z USA, inni natomiast z Wielkiej Brytanii, Kanady, Australii, Polski, Rosji, Libii, Indii, Zjednoczonych Emiratów Arabskich i wielu innych krajów. Jedną z najbardziej znanych użytkowniczek jest Anna Todd, autorka serii After pierwotnie będącej fan fiction publikowanym na tej stronie. Na Wattpadzie publikuje również Margaret Atwood.
Według statystyk platformy w 2021 społeczność Wattpada szacowana była na ponad 100 milionów użytkowników.

## Historia
Prototypem platformy była aplikacja mobilna eReading opracowana przez Allena Laua w 2002 roku, która początkowo wyświetlała 5 linijek tekstu. Głównym celem Laua było stworzenie aplikacji pozwalającej na czytanie tekstów w każdym miejscu, jednak możliwości technologiczne telefonu Nokia Candy Bar były niewystarczające, by kontynuować pracę nad aplikacją.
W 2006 roku Ivan Yuen pracujący nad własnym projektem, nawiązał kontakt z Allenem Lauem. Yuen chciał wówczas stworzyć stronę internetową umożliwiającą każdemu użytkownikowi publikowanie i czytanie tekstów literackich. W tym samym roku z połączenia koncepcji obu założycieli powstała platforma Wattpad. Lau i Yuen oparli swoją stronę o model charakterystyczny m.in. dla platformy YouTube, w którym twórcą mógł zostać każdy użytkownik.
Powolny rozwój strony spowodował, że twórcy zaczęli szukać wsparcia finansowego. W 2011 roku Union Square Ventures (finansujące między innymi portal X i Tumblr) objęło finansowaniem projekt Laua i Yuena – z kapitału ryzyka twórcy otrzymali wsparcie w wysokości 3,5 mln dolarów. Innymi inwestorami byli m.in. Jerry Yang oraz Vinod Khosla. W 2011 roku łączna kwota przeznaczona na rozwój platformy wynosiła 20 mln dolarów.
Wraz z rozwojem platformy i powiększającą się społecznością, w 2019 twórcy Wattpada wprowadzili zmiany wizerunkowe. Pierwsza z nich dotyczyła sloganu. Stories you’ll love zostało zastąpione hasłem Where stories live. Druga natomiast obejmowała logo. Nowa wersja różniła się od pierwotnej fontem oraz kolorem.

## Wattpad Studios
Projekt Wattpada zapoczątkowany w 2016 roku. Jest inicjatywą łączącą twórców platformy z przedstawicielami branży filmowej w celu wytypowania tytułów do ekranizacji (zarówno w postaci filmu, jak również serialu). Kierownikiem projektu został producent filmowy i wydawca Aron Levitz.
Partnerami projektu są m.in.: Sony Pictures Entertainment, NBC, Netflix i Paramount Pictures.
Najpopularniejszymi zekranizowanymi książkami, które pierwotnie publikowane były na Wattpadzie są After autorstwa Anny Todd, The Kissing Booth Beth Reekles oraz Light as Feather Aarsen Zoe. Film After miał swoja premierę kinową, The Kissing Booth jest natomiast dystrybuowany przez Netfliksa. Serial Light as Feather został zamieszczony na platformie Hulu.

## Wattpad Books
W 2019 roku Wattpad poinformował o rozpoczęciu programu wydawniczego Wattpad Books mającego na celu promocję najbardziej poczytnych autorów, a także zrewolucjonizowanie rynku wydawniczego. Program jest połączeniem pracy edytorów z oprogramowaniem Story DNA Machine Learning. Pozwala to na określanie preferencji czytelników na podstawie liczby wyświetleń i fraz wyszukiwanych, jak również pozwala przewidywać nadchodzące trendy.
Po wytypowaniu książek, ich autorzy mają szansę na wydanie swojej twórczości. Całym procesem wydawniczym zajmuje się dział Wattpada. Zarząd platformy deklaruje, że wynagrodzenie autorów za wydany tytuł jest konkurencyjne względem standardowych zarobków autora w tradycyjnym modelu wydawniczym.
Książki są wydawane w Ameryce Północnej – dystrybutorem w USA jest Macmillan, natomiast w Kanadzie Raincoast Books.
Pierwsza edycja Wattpad Books odbyła się jesienią 2019. Wydano wówczas sześć tytułów: The QB Bad Boy & Me, Trapeze, What Happened That Night, Cupid’s Match, Saving Everest oraz I’m a Gay Wizard.

## Wattys Award
Od 2009 przyznawana jest coroczna nagroda przez komisję oceniającą prace opublikowane na platformie.
Jednym z podstawowych wymagań jest ukończenie książki zgłaszanej do konkursu. Nagrody przyznaje się w jedenastu kategoriach. Należą do nich m.in.: science-fiction, romans, thriller, horror, young adult, powieści historyczne i fan fiction. Od 2020 roku wprowadzono dodatkowy konkurs The Wattys Shorts, który obejmuje trzy nienagradzane wcześniej kategorie – poezję, short stories (do których zalicza się również literaturę non-fiction) i alternative storytelling (ta kategoria zawiera w sobie m.in.: komiks i scenariusz).
Zgłaszane historie powinny liczyć minimum 55 tysięcy słów, natomiast ich autorzy muszą mieć ukończone 13 lat. Akceptowane są książki napisane w jednym z 11 języków (angielski, niemiecki, francuski, hiszpański, maltański, włoski, portugalski, filipiński, turecki, niderlandzki i indonezyjski).
Nagrodą jest m.in. promocja książki na platformie.
W 2020 roku nagrodzonych zostało 60 pisarzy.

## Wyciek danych
Na przełomie czerwca i lipca 2020 roku doszło do włamania do bazy danych platformy, o czym zarząd poinformował w oświadczeniu 14 lipca. W efekcie tego zajścia, ponad 200 mln danych zostało upublicznionych. Początkowo informacje zostały wystawione na aukcji internetowej, a po sprzedaży trafiły do ogólnie dostępnej sieci.
Danymi, które wyciekły były między innymi adresy e-mail oraz IP, nazwy użytkowników, skróty haseł i lokalizacja. Zarząd Wattpada podkreślał, że prywatne wiadomości, dane bankowe oraz numery telefonów nie zostały naruszone.